# Aéro-kick
 (septembre 2022).
L'aéro-kick est une pratique de compétition sportive qui consiste à exécuter des techniques de boxe dans le vide, dans un ordre chorégraphié et en musique. La forme d’entraînement en salle de sport est couramment appelée cardio-kickboxing. Elle a pour racines la pratique martiale en musique du milieu du XXe siècle et pour modèle les principes d’entraînement inspirés du « New Age californien » (activités de mise en forme de type « fitness » et notamment de l’aérobic).
Cette pratique est présente notamment dans les manifestations de grandes fédérations de boxes pieds-poings, parmi les plus connues la WKA, ISKA, WFK et la WAKO.

## EnFrance
Il existe de nombreuses disciplines non-compétitives et compétitives dérivées du cardio-kickboxing.  Elles sont promues par de nombreuses fédérations d'arts martiaux et de sports de combat qui les ont reprises à leurs comptes ainsi que par des fédérations de fitness ; en leur donnant quelques spécificités et de nouvelles appellations. Ainsi, nous avons : 
- la Music-B.F. Il est appelé depuis les années 1990, « Savate forme »,
- le  Cardio-lethwei  : né dans les années 1970 aux États-Unis et issu du Bando kickboxing,
- le Tae-Bo : créé aux USA dans les années 1980,
- le Cardio-boxe
- le Body Combat : apparu en France dans les années 1990 et développé par le milieu des métiers de la forme,
- l’Energie-full : né en France dans les années 1990 et développé par la Fédération Française de Full-Contact (FFFCDA),
- le Yoseikan-forme : issu du Yoseikan budo,

et bien d’autres.

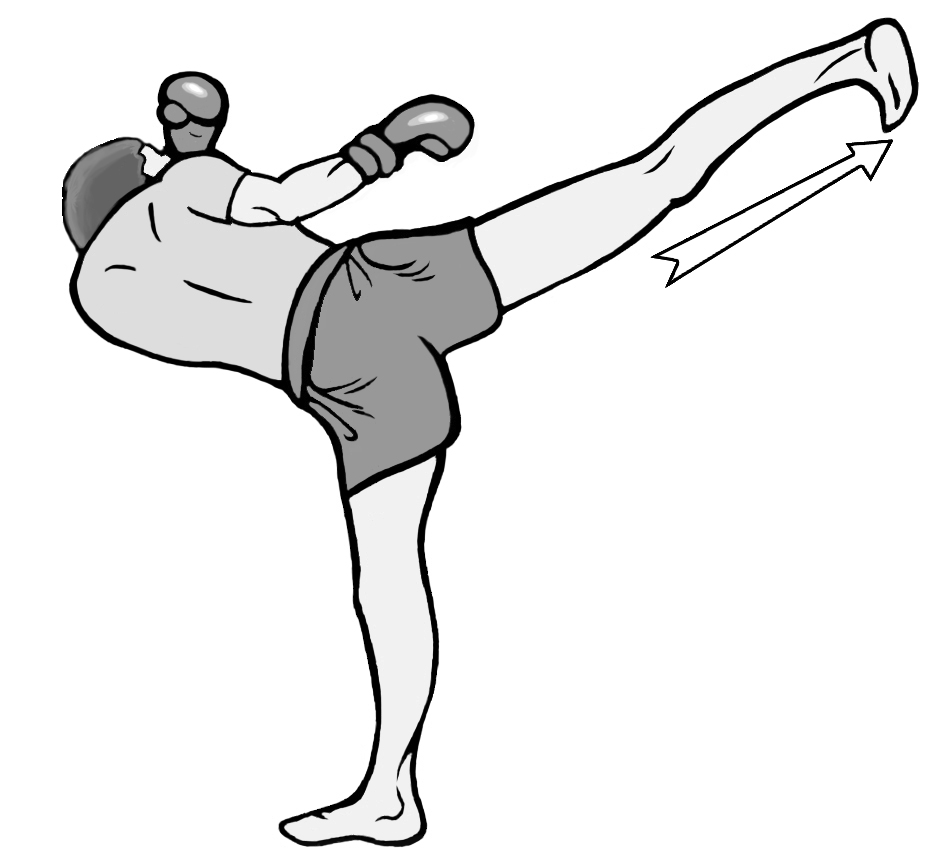
Back-kick en cardio-kickboxing
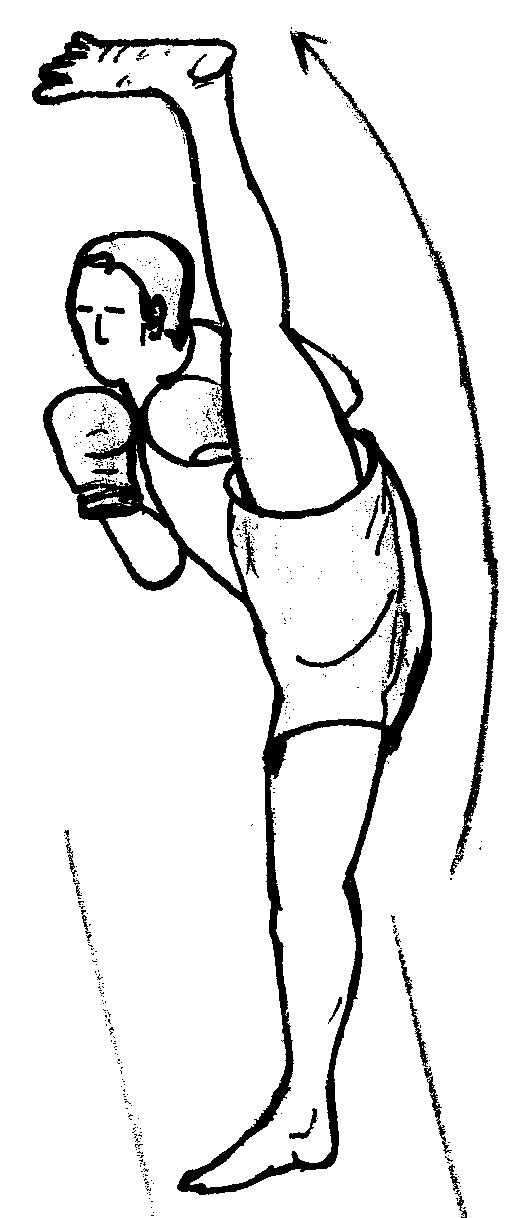
Side-kick en cardio-kickboxing